# Phytotoma rutila
Phytotoma rutila là một loài chim trong họ Cotingidae.